# Compromis jagellon
Le « compromis jagellon » est un système électoral mis au point pour le calcul des majorités dans les votes aux instances intergouvernementales de l'Union européenne, pour la mise en œuvre du traité de Nice.

## Proportionnalité et progressivité des voix des citoyens européens
Le « compromis jagellon » pour les organes électoraux à deux niveaux a été proposé à l'origine en 2004 pour le Conseil de l'Union européenne comme moyen de parvenir à « une personne, une voix » au sein de l'union. Il a été proposé par deux professeurs de l'université Jagellonne de Cracovie, le mathématicien Wojciech Słomczyński (pl) et le physicien Karol Życzkowski (pl).
Le compromis a été analysé par divers auteurs,, et a retenu l'attention de la presse populaire. Le système est basé sur la loi de la racine carrée de Penrose, qui implique que le pouvoir de vote a priori d'un membre d'un corps électoral défini par l'indice de Penrose-Banzhaf est inversement proportionnel à la racine carrée de sa taille. De cette façon, le nombre de voix obtenues par un représentant d'un État {\displaystyle j} avec population {\displaystyle N_{j}} est proportionnel à {\displaystyle {\sqrt {N_{j}}}}. Le compromis jagellon repose sur un seul critère. Une décision du Conseil de l'Union de {\displaystyle M} États membres est prise si la somme des poids des États votant en faveur d'une proposition donnée dépasse le quota de la majorité qualifiée {\displaystyle q} égal à
{\displaystyle q:={\frac {1+{\sqrt {\sum _{i=1}^{M}w_{i}^{2}}}}{2}}={\frac {1}{2}}\cdot \left(1+{\frac {\sqrt {\sum _{i=1}^{M}N_{i}}}{\sum _{i=1}^{M}{\sqrt {N_{i}}}}}\right)}
Pour une distribution générique de population parmi {\displaystyle M} États de l'Union, le seuil optimal {\displaystyle q_{*}} diminue avec {\displaystyle M} comme {\displaystyle q_{*}\approx 1/2+1/{\sqrt {\pi M}}}.